# Ана Бренда Контрерас
Ана Бренда Контрерас Перез (шп. Ana Brenda Contreras Perez), познатија само као Ана Бренда Контрерас или Ана Бренда, мексичка је глумица и певачица најпознатија по улози Ане Пауле из Телевисине теленовеле Жена која није могла да воли, те улози Марикруз из теленовеле Неукротиво срце.
Ана иза себе има неуспјели и кратки брак са тореадором Алехандром Амајом, а у јануару 2024 удала се за бизнисмена Закаријаса Мелхелма. У септембру 2024 објавила је да је изгубила бебу коју је чекала. У децембру 2024 објавила је да је по други пут трудна. У мају 2025 године постала је мајка дјевојчице по имену Ариа Мелхелм Контрерас. 

## Филмографија

### Теленовеле:
| Година:    | Српски назив:                | Оригинални назив: | Улога:                                                                            |
| ---------- | ---------------------------- | ----------------- | --------------------------------------------------------------------------------- |
| 2024.      | /                            |                   | Маријана Зембрано                                                                 |
| 2018-2019. | /                            |                   | Алехандра Понсе Руиз                                                              |
| 2015.      | /                            |                   | Вероника Прадо-Кастело/Вероника Мартинез Кастиља де Сан Телмо                     |
| 2013.      | Неукротиво срце              |                   | Гвадалупе Оливарес/Марикруз Оливарес/Марија Алехандра Мендоза Оливарес де Нарваез |
| 2011-2012. | Жена која није могла да воли |                   | Ана Паула Кармона Флорес/Ана Паула Галван Флорес де Монтеро                       |
| 2010-2011. | Тереза                       |                   | Аурора Алказар Коронел де Санчез                                                  |
| 2009.      | Магична привлачност          |                   | Маура Албаран                                                                     |
| 2008-2009. | Заувек заљубљени             |                   | Виолета Мадригал Камперо де Алдама                                                |
| 2006.      | /                            |                   | Клаудија/Нора                                                                     |
| 2005-2006. | /                            |                   | Хуана "Хуанита" Санчез                                                            |

### ТВ серије:
| Година:    | Српски назив: | Оригинални назив: | Улога:    |
| ---------- | ------------- | ----------------- | --------- |
| 2025.      | /             |                   |           |
| 2025.      | /             |                   |           |
| 2022.      | /             |                   | Едит      |
| 2018-2019  | Династија     |                   | Кристал   |
| 2016-2017. | /             |                   | Грегорија |
| 2009.      | /             |                   | Валентина |
| 2009.      | /             |                   | Марсела   |

### Филмови:
| Година: | Српски назив: | Оригинални назив: | Улога:    |
| ------- | ------------- | ----------------- | --------- |
| 2022.   | /             |                   | Данијела  |
| 2019.   | /             |                   | Мама      |
| 2017.   | /             |                   | Есперанса |
| 2014.   | /             |                   | Маријана  |
| 2009.   | /             |                   | Сама себе |
| 2009.   | /             |                   | Изабела   |
| 2008.   | /             |                   | Биби      |